# Donny Hathaway
Donny Edward Hathaway (Chicago, 1 oktober 1945 - New York, 13 januari 1979) was een Amerikaanse arrangeur, componist en zanger van soulmuziek.

## Levensloop
Hathaway groeide op in Saint Louis (Missouri). Hij was drie jaar oud toen hij samen met zijn oma in het kerkkoor ging zingen. Als kind speelde hij ook piano. Daardoor kreeg hij in 1964 een beurs voor de Howard University. Daar verbleef hij drie jaar en speelde hij in een jazztrio met de naam "The Ric Powell Trio".

## Persoonlijk leven
Hathaway en zijn vrouw, Eulaulah, hadden twee dochters, Lalah Hathaway en Kenya Hathaway. Lalah speelt af en toe in de gelegenheidsband Daughters of Soul. Tevens is ze geregeld gastzangeres bij bijvoorbeeld Marcus Miller geweest. Zelf heeft ze drie solo-cd's gemaakt. Kenya was achtergrondzangeres bij de Amerikaanse versie van Idols.

## Carrière
Hathaway begon als liedjesschrijver, sessiemuzikant en producent voor the Unifics, the Staple Singers, Jerry Butler, Aretha Franklin en Curtis Mayfield. Zijn eerste single maakte hij bij het muzieklabel van Curtis Mayfield (Curtom label). Het was een duet met June Conquest met als titel "I Thank You Baby".
Hij kreeg daarna een contract bij Atco Records. "The Ghetto, Pt. 1", werd zijn eerste single bij het label. Zijn debuut-LP was Everything Is Everything (1970), die kritisch was ten aanzien van de Amerikaanse maatschappij. Zijn tweede album, Donny Hathaway, was een grote hit. Met Roberta Flack, die hij had leren kennen op de Howard University en die ook bij het label zat, maakte hij een duetalbum. Het werd een groot succes. "Where is the love" was een cover van Ralph MacDonald en werd een top 5 hit. Het album bevatte tevens andere covers, zoals Carole Kings "You've Got a Friend" en "Baby I Love You", wat officieel een hit van Aretha Franklin was.

## Gezondheid
Op het hoogtepunt van zijn carrière werd Hathaway depressief. Hij ging regelmatig naar oorden om zich te laten behandelen. Het kwam de samenwerking met Flack in die tijd niet ten goede. Roberta Flack ging haar eigen weg tot 1978. Toen maakten ze samen de single "The Closer I Get To You". Het werd een grote hit en ze gingen samen weer de studio in om een duetalbum op te nemen.

## Dood
Op 13 januari 1979 werd Hathaway dood gevonden op de stoep voor het Jumeirah Essex House in New York, waar hij woonde. Er werden geen tekenen van enig geweld op zijn lichaam gevonden. Het raam van de kamer van Hathaway was geopend. Men ging ervan uit dat hij uit het raam was gesprongen en zelfmoord had gepleegd. Vrienden, fans en de media waren verbaasd door zijn overlijden. Niemand begreep zijn dood, omdat het weer goed ging met zijn carrière samen met Flack. Ook Flack was onder de indruk en zette de duetten die nog niet waren uitgebracht op haar volgende lp. Uit de in 2020 verschenen documentaire "Mister Soul - A story about Donny Hathaway" van 2Doc-regisseur David Kleijwegt blijkt dat Donny al langere tijd leed aan paranoïde schizofrenie.

## Discografie
(De lijst is niet compleet, zie discografielink)
Albums
- Everything Is Everything (ATCO, 1970)
- Donny Hathaway (ATCO, 1971)
- Live (ATCO, 1972)
- Roberta Flack & Donny Hathaway (1972) R
- Extension Of A Man (1973)
- Featuring Donny Hathaway (1980) R
- In Performance (1980)
- Donny Hathaway Collection (1990)

Singles
- "I Thank You Baby" (Curtom, 1969)
- "The Ghetto, Pt. 1" (ATCO, 1970)
- "This Christmas" b/w "Be There" (ATCO, 1970)
- "A Song For You" (1971)
- "Magnificent Sanctuary Band" b/w "Take A Love Song" (1971)
- "You've Got A Friend" (1971) R
- "You've Lost That Lovin' Feeling" (1971) R
- "Giving Up" (1972)
- "Where Is The Love?" (1972) R
- "The Closer I Get To You" (1978) R
- "Back Together Again" (Atlantic, 1979) R
- "You Are My Heaven" (1980) R

Verzamelwerken
- The Best of Donny Hathaway (Atlantic, 1978)
- A Donny Hathaway Collection (1990)
- These Songs For You, Live (Rhino, 2004)

Documentaire
- Mister Soul - A story about Donny Hathaway (2020) David Kleijwegt

R = Vermeld als: "Roberta Flack featuring Donny Hathaway".